# Vilebrequin (moteur)
Pour les articles homonymes, voir Vilebrequin.
« Crankshaft » redirige ici. Pour les autres significations, voir Crankshaft (homonymie).

Animation d'un vilebrequin (en rouge) en action.

Le vilebrequin est un dispositif mécanique qui permet, par l’intermédiaire d'une bielle, la transformation du mouvement rectiligne du piston en un mouvement de rotation continu, et inversement. Présent dans la plupart des moteurs à piston, il assure la transmission de l'énergie de combustion du carburant dans les cylindres en énergie mécanique disponible sur l'arbre moteur. C'est l'élément principal du système bielle-manivelle.
Dans un moteur à pistons, le vilebrequin constitue l'arbre moteur qui entraîne la transmission primaire mais aussi l'alternateur, éventuellement la pompe à eau et le ou les contre-arbres d'équilibrage.
Il entraîne le ou les arbres à cames dans le cas du moteur à quatre temps.
Il peut parfois entraîner le distributeur rotatif ou/et la pompe à huile dans le cas du moteur à deux temps.

Scierie de Hiérapolis, la plus ancienne machine connue utilisant un système de bielles et vilebrequin,,.

## Conception

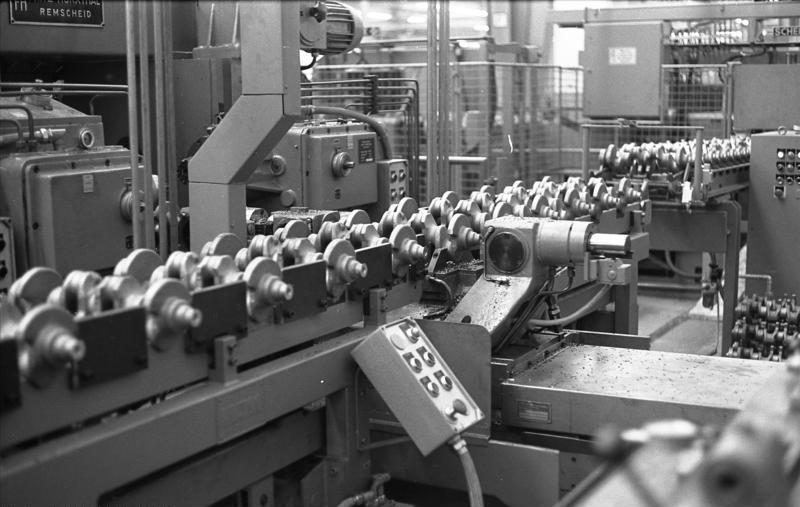
Usine Volkswagen de fabrication de vilebrequins.

### Manetons et tourillons

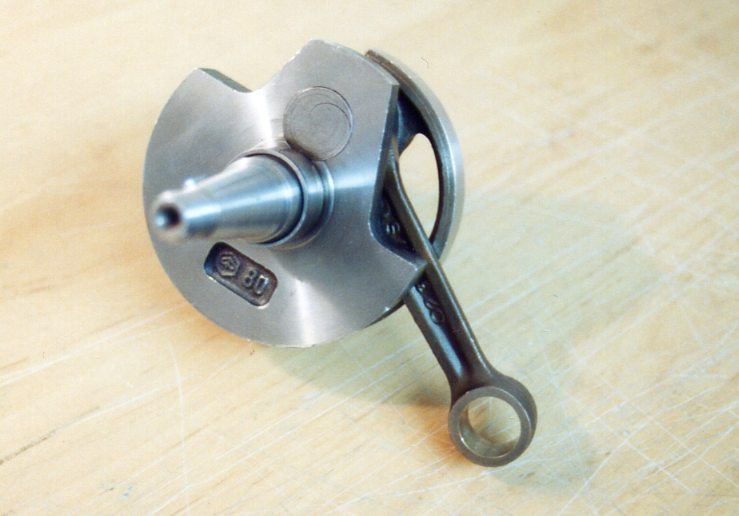
Le maneton, partie du vilebrequin portant la bielle, est muni d'un contrepoids.

#### Généralités
Le vilebrequin est composé de plusieurs portées (tourillons) alignées guidant l'axe central en rotation par l’intermédiaire de paliers. Entre ces paliers se trouvent des  manivelles équipées de manetons excentrés  sur lesquels sont montées les bielles. L'excentricité {\displaystyle E}, distance entre l'axe du maneton et l'axe du tourillon, définit la course {\displaystyle C} du piston. Cette distance détermine en partie la cylindrée du moteur :
{\displaystyle C=2\times E}
La forme des manivelles dépend du nombre des cylindres, du nombre de paliers de ligne d'arbre, du processus de fabrication et de la taille des masselottes d'équilibrage. En augmentant le nombre de cylindres et, par conséquent, celui des manivelles, on diminue les variations cycliques du couple moteur[réf. nécessaire].

#### Disposition
Les moteurs dont les cylindres sont disposés en ligne ne comportent en général qu'un seul vilebrequin équipé d'autant de manivelles que de cylindres. Dans les moteurs à cylindres opposés (ex. : boxer), le nombre de manivelles peut être égal au nombre de cylindres ou à la moitié. Les moteurs en V sont en général équipés avec une manivelle pour deux cylindres.

#### Efforts résultants et contraintes
Le diamètre des manetons doit être suffisant pour s'opposer à l'effort de cisaillement de la bielle, notamment lorsque le piston est au PMH. L'effort de cisaillement que subit le maneton est d'autant plus important que le diamètre du piston est grand. En effet, la force exercée sur le maneton est donnée par la formule suivante, où {\displaystyle P} est la pression des gaz et {\displaystyle D}, le diamètre du piston :
{\displaystyle F={\frac {\pi D^{2}}{4}}\times P}
La section des bras de manivelle doit également être dimensionnée en conséquence.
Les pièces du dispositif d’embiellage (vilebrequin, bielles), du fait de leurs masses, augmentent le moment d'inertie de l'arbre moteur. Leur sur-dimensionnement  freine, par la même, la montée en régime et limite les hauts régimes moteurs.

#### Nombre de paliers
Le vilebrequin est guidé en rotation par deux paliers au moins. En multipliant le nombre de paliers, on diminue les efforts sur le vilebrequin mais on complexifie le carter moteur. Le choix relève d'un compromis entre considérations techniques et économiques. Une diminution du nombre de paliers réduit les coûts de fabrication mais limite les performances (régimes plus faibles et puissance réduite). Autre conséquence, un nombre de paliers réduit augmente la distance entre les portées du vilebrequin. Le moment de flexion exercé par la poussée de la bielle sur la manivelle devient plus important  et le vilebrequin en est fragilisé.
Beaucoup de moteurs modernes  à quatre cylindres sont équipés d'au moins trois paliers, voire cinq. Il en est de même pour les moteurs comportant un grand nombre de cylindres (6,8 ou plus). Cette solution plus coûteuse permet d'atteindre des puissances spécifiques plus élevées et de réduire le poids total du moteur. Des forces d'extension s'exercent également sur les tourillons, notamment lorsque deux manivelles adjacentes sont dans le même plan d'où la nécessité de contrepoids.

### Masses d'équilibrages (contre-poids)
Les manivelles peuvent être munies de masses d'équilibrages appelées contre-poids. Ces masses permettent l'équilibrage dynamique du vilebrequin. Leur but est de réduire les vibrations dues au mouvement alternatif des pistons et à la dissymétrie éventuelle du système de manivelle (moteur 3- et 6-cylindres).
Ces masses ne sont pas toujours présentes. Les moteurs anciens n'ont bien souvent pas de contre-poids. Les moteurs à combustion de nos jours en sont généralement pourvus. Ces masses offrent un balancement local. Si on considère un moteur 4-cylindres en ligne, avec les masses, le moteur se retrouve à avoir quatre balancements locaux. Si l'on regarde le moteur en entier, ces balancements locaux ne sont pas nécessaires, ainsi, un moteur dépourvu de ces masses peut ne pas vibrer, mais le vilebrequin ainsi que les coussinets subissent davantage de contraintes.
Certains moteurs comme le F20A fabriqué par Honda sont équipés d'un arbre d'équilibrage latéral entraîné par une courroie qui va compenser les vibrations produites à bas régime.

### Extrémités
Le vilebrequin comporte, à une extrémité une bride destinée à transmettre la puissance mécanique. Cette bride cale un volant qui porte à son tour l'embrayage. À l'autre extrémité, une forme adéquate permet d'assurer le montage et le calage d'une roue dentée pilotant le système  de  distribution (arbre à cames) et des poulies entraînant par courroies des organes auxiliaires tels que la pompe à eau, le générateur électrique ou le ventilateur.

## Équilibrage

### Principe
Comme tout élément tournant, un vilebrequin doit être équilibré de façon statique et dynamique. L'équilibrage du vilebrequin est nécessaire pour réduire les vibrations du moteur causées par les forces et moments produits par la pression des gaz dans les cylindres et par les pièces en mouvement alternatif et de rotation, et pour diminuer les charges exercées sur les coussinets de la ligne d'arbre.
Les forces provoquées par les pièces en mouvement liées au vilebrequin sont de deux types : les forces centrifuges et les forces alternatives qui provoquent les vibrations. Il est cependant impossible d'obtenir un équilibrage parfait : on fait donc appel à des contre-arbres d'équilibrage (l'ajout de contrepoids) qui annuleront tout ou partie des vibrations.

### «Forces» centrifuges
L'équilibre statique du vilebrequin est obtenu lorsque le centre de gravité se trouve sur son axe de rotation. Un équilibrage statique parfait n'implique pas nécessairement un bon équilibre dynamique. En effet, le vilebrequin peut donner lieu à un moment de flexion dû aux forces centrifuges d'autant plus élevées que le mouvement de rotation est important.

#### Équilibre statique
Les forces centrifuges, qui s'exercent sur le vilebrequin à deux manivelles d'un moteur 4-temps boxer, sont dans des plans différents et séparés par une distance égale à la distance des axes des cylindres. Étant donné que le moment résultant est le produit de la force centrifuge par cette distance, le vilebrequin est équilibré dynamiquement par un moment égal et opposé par l'ajout de contrepoids.
L'équilibrage ne pose pas de problème quand il s'agit de vilebrequins possédant un nombre de manivelles supérieur à deux. La structure fait que les manivelles ont « une disposition angulaire telle que les combustions se produisent à distances égales les unes des autres ». Par conséquent, la disposition des manivelles réalise l'équilibre statique sans l'ajout de contrepoids.

#### Équilibre dynamique
L'équilibre dynamique est obtenu sans adjonction de poids si le vilebrequin, équilibré statiquement au préalable, admet un plan de symétrie perpendiculaire à l'axe de rotation, « par rapport auquel les manivelles sont symétriques en nombre, position et dimensions ». Pour les autres cas, l'équilibrage nécessite des contrepoids. La plupart des vilebrequins équilibrés dynamiquement dans leur ensemble ont également leurs manivelles équilibrées individuellement par des contrepoids. En munissant de contrepoids chacune des manivelles, on réduit ou annule les moments de flexion individuelle qui, en agissant sur les diverses parties du vilebrequin, tendraient à le faire fléchir.

### Forces alternatives
Les manetons subissent également des forces dues aux masses animées d'un mouvement alternatif. Ces forces, causées par les variations de vitesse du piston et de la bielle, se subdivisent en forces alternatives du premier et du deuxième ordre.[réf. souhaitée]
Les premiers ordres atteignent leur maximum à chaque fois que le piston se trouve au point mort haut et au point mort bas. Une force du premier ordre peut être équilibrée par la composante suivant l'axe des cylindres d'une force centrifuge produite par une masse égale à celle de la masse alternative et appliquée au vilebrequin en opposition avec le maneton considéré. Il apparaît cependant une force de même amplitude et de même fréquence, normalement à l'axe du cylindre. La moitié de la masse alternative est équilibrée par des contrepoids. Il reste donc, exercée sur l'axe du cylindre, la moitié de la force alternative du premier ordre, tandis que l'autre moitié est transformée en une force perpendiculaire à l'axe du cylindre. Pour les moteurs multi-cylindriques, l'équilibre statique du vilebrequin engendre l'équilibre des forces alternatives du premier ordre. De même, l'équilibre dynamique engendre l'équilibre des moments dus aux forces alternatives du premier ordre.
Les deuxième ordres varient avec une fréquence double de celle des premières. Il n'existe donc pas par conséquent de possibilité de les réduire au niveau de la fabrication du vilebrequin puisqu'elles varient avec une fréquence double du régime de rotation. Dans les voitures automobiles, les vibrations causées par les forces du deuxième ordre sont absorbées par des dispositifs spéciaux de suspension du moteur, ou bien par l'ajout de deux axes supplémentaires tournant à des vitesses opposées et deux fois plus rapides que le vilebrequin.

## Architectures
Chaque architecture est illustrée schématiquement, voir ci-dessous.

### Vilebrequin de moteur monocylindre

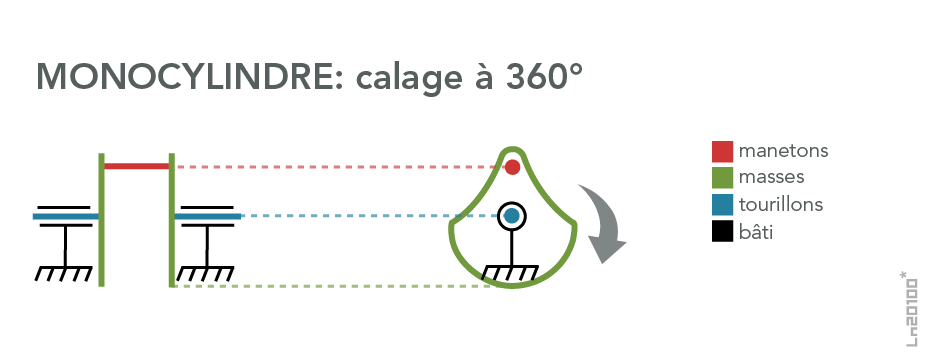

Le calage est à 360°.

### Vilebrequin de moteur bicylindre

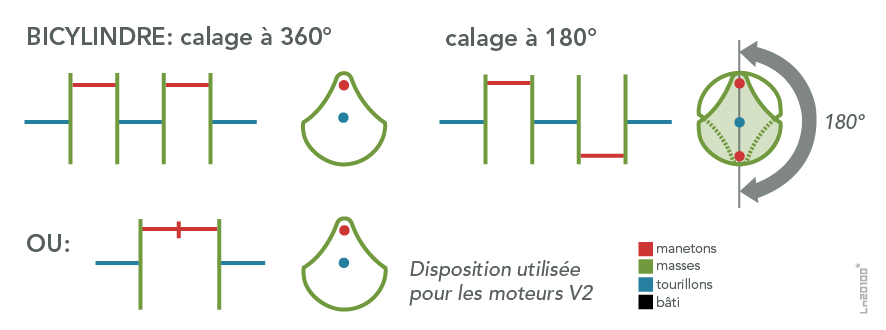

Sur les moteurs à deux cylindres, les deux manetons peuvent être alignés (calage à 360°) ou en opposition (calage à 180°). La présence d'un tourillon entre les deux manetons n'est pas obligatoire, mais souhaitable dans le cas du calage à 360°. Sur les moteurs bicylindres à plat (ex. : boxer), les deux manetons sont diamétralement opposés (calage à 180°) ; il en va de même pour les 4-cylindres (flat four) et les 6-cylindres à plat (flat six).
Sur les motos à moteurs bicylindre en ligne, on trouve de plus en plus souvent des moteurs calés à 270° comme sur la Honda NC700, la Triumph Street Twin 900 ou encore les Yamaha XT1200Z et Yamaha TRX850.
Dans le cas particulier des moteurs bicylindres en V de la marque Harley-Davidson, les deux bielles sont assemblées sur la même manivelle ; de plus, elles sont imbriquées l'une dans l'autre, de fait les deux cylindres sont parfaitement alignés, contrairement à leurs concurrentes où les deux cylindres sont légèrement décalés.

### Vilebrequin de moteur 3-cylindres en ligne

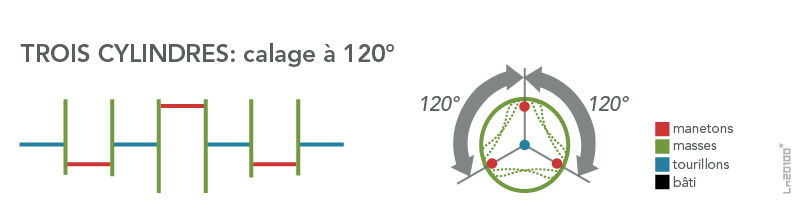

Sur les moteurs à trois cylindres disposés en ligne, le calage est habituellement à 120°. Ce type de vilebrequin est utilisé sur les moteurs de Smart ou les motos Triumph. On a aussi vu un calage à 180° (certains modèles de Laverda 1000).

### Vilebrequin de moteur 4-cylindres en ligne

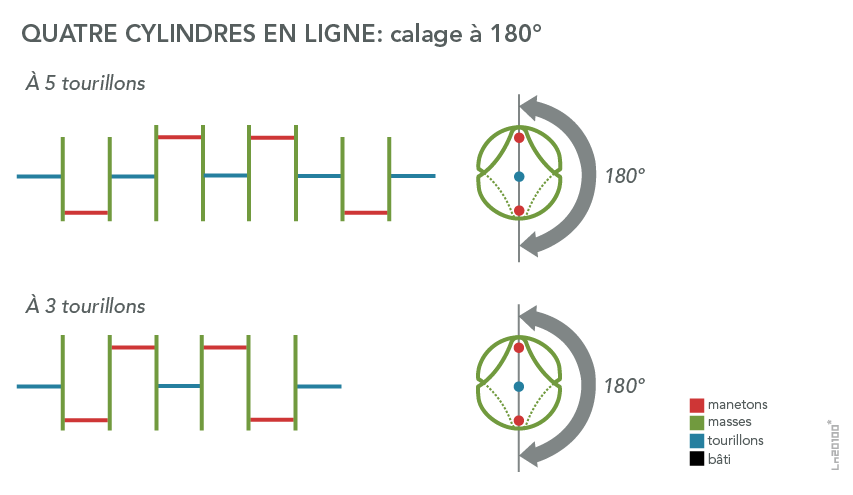

Sur les moteurs à quatre cylindres, les deux manetons extérieurs sont alignés, et les deux manetons intérieurs sont alignés entre eux, à 180° avec les extérieurs.

### Vilebrequin de moteur 6-cylindres en ligne

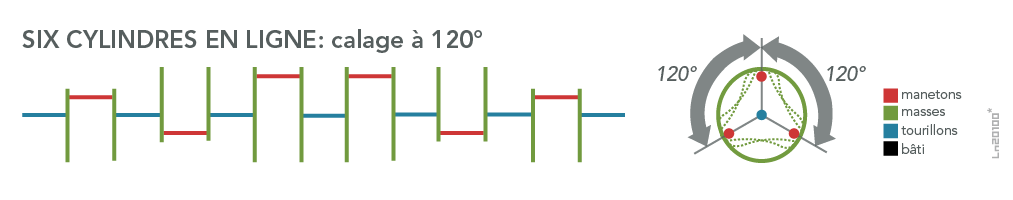

Sur les moteurs à six cylindres en ligne, le calage est à 120° ; les manetons sont alignés deux à deux. C'est l'équivalent de deux vilebrequins de 3-cylindres en ligne disposés l'un derrière l'autre.
Sur les moteurs en V, il y a, le plus souvent, deux bielles par maneton, soit côte à côte (maneton rallongé), soit entrecroisées avec une bielle « à fourche » et une bielle normale (Harley-Davidson). Il peut aussi y avoir une bielle « maîtresse » articulée sur le maneton, et une bielle « secondaire » articulée sur la bielle maîtresse.

### Vilebrequin de moteur 4-cylindres à calage dit «Cross Plane»

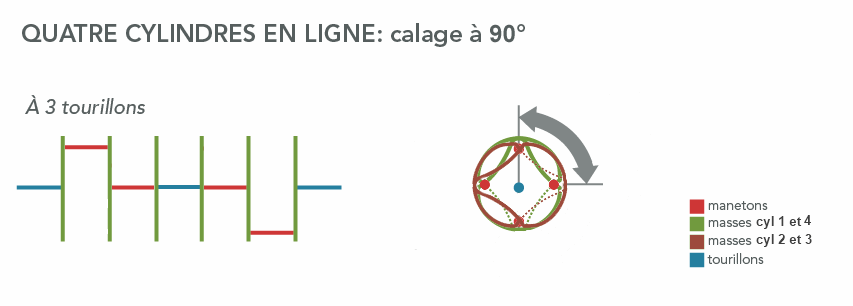

Développé en MotoGP (par Yamaha notamment), ce moteur est aussi appelé « Big Bang »[réf. souhaitée]. Dans ce moteur, il y a un maneton de vilebrequin tous les 90°. Ce décalage permet de supprimer les efforts d'inertie de 2e ordre engendrés par la rotation du moteur (effort qui augmente avec le carré de la vitesse). Ainsi ce moteur n'engendre pas de vibration parasite à la roue. De par ce décalage, on trouve une combustion irrégulière (270°, 450°, 540°, 720°).
Les efforts d'inertie du 1er ordre s'annulent entre cylindres (cylindres 1 et 3 « s'autoannulent » comme le 2 et 4). Ce système génère d'autres vibrations qui sont compensées par un arbre d'équilibrage. Cette irrégularité du couple évite le décrochage en courbe et permet au pilote un meilleur ressenti du moteur.

## Types et modes d'assemblage

### Vilebrequin monobloc à palier(s) hydrostatiques

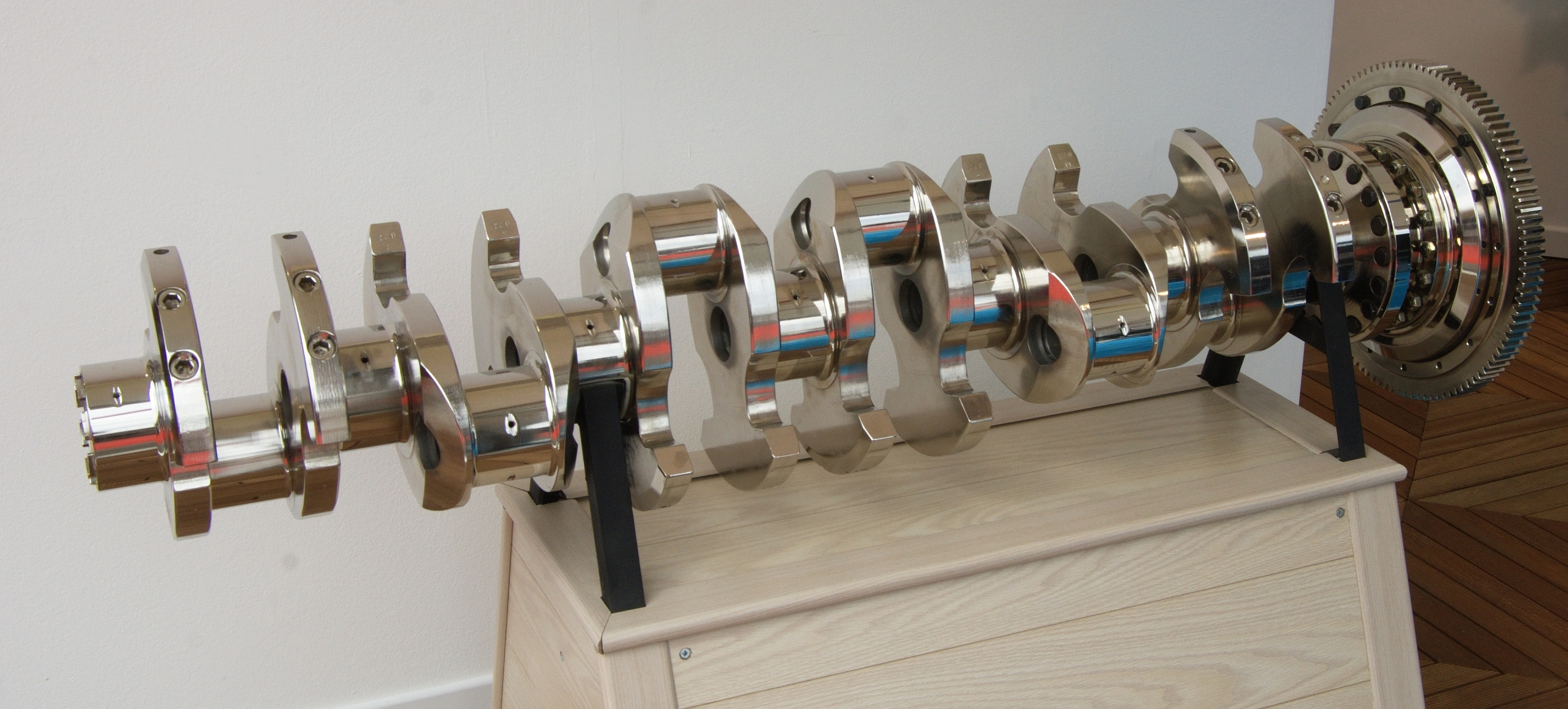
Vilebrequin monobloc, les orifices de circulation d'huile sous pression sont visibles.

Les vilebrequins multi-cylindre sont monoblocs et requièrent l'utilisation de bielles démontables. 
Ce type de vilebrequin offre une meilleure rigidité et permet d'y mettre un plus grand nombre de manetons et donc de pistons. Les paliers hydrostatiques sont chers à mettre en œuvre puisqu'ils nécessitent une circulation d'huile sous pression. C'est pourquoi ces vilebrequins sont utilisés pour les moteurs de forte cylindrée. C'est le cas des automobiles, bateaux et engins de chantier.
Un vilebrequin monobloc impose l'utilisation de bielles démontables dont les deux demi-paliers sont vissés autour des manetons. Deux demi-bagues sont insérées dans les parties de la bielle ; leur forme spécifique permet de maintenir la continuité du film d'huile entre la bielle et son maneton.
Il en va de même pour la liaison entre le bâti, communément appelé bloc moteur, et le vilebrequin au niveau des tourillons. L'huile sous pression est amenée à tous les tourillons ; elle est ensuite acheminée aux manetons par l'intermédiaire d'un perçage traversant les masses.
Pour plus d'information sur les notions d'hydrostatique, voir la courbe de Stribeck.

### Vilebrequin assemblé, paliers à roulements

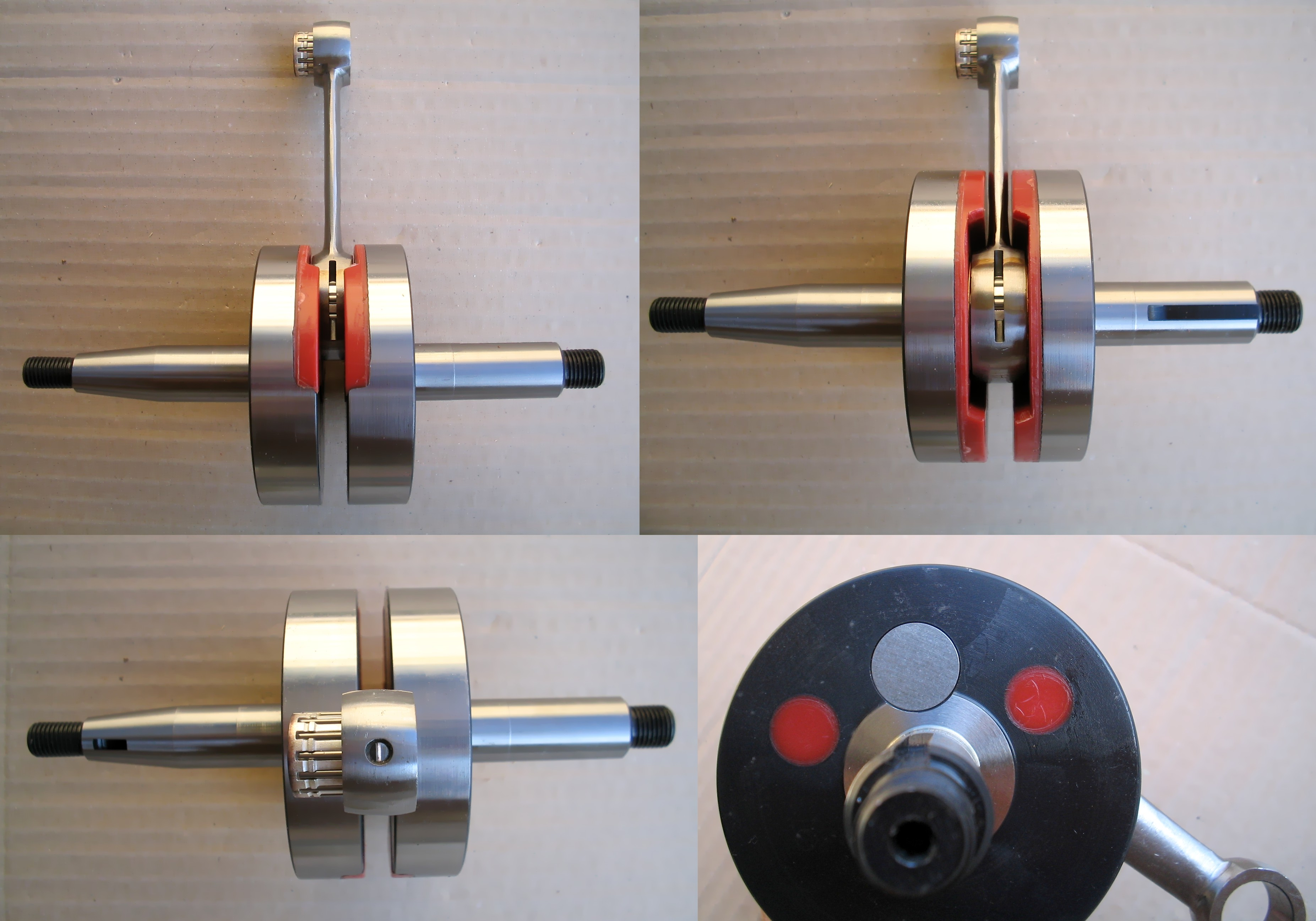
Embiellage (vilebrequin assemblé plus bielle monobloc). Le roulement à aiguilles de pied de bielle est partiellement sorti.

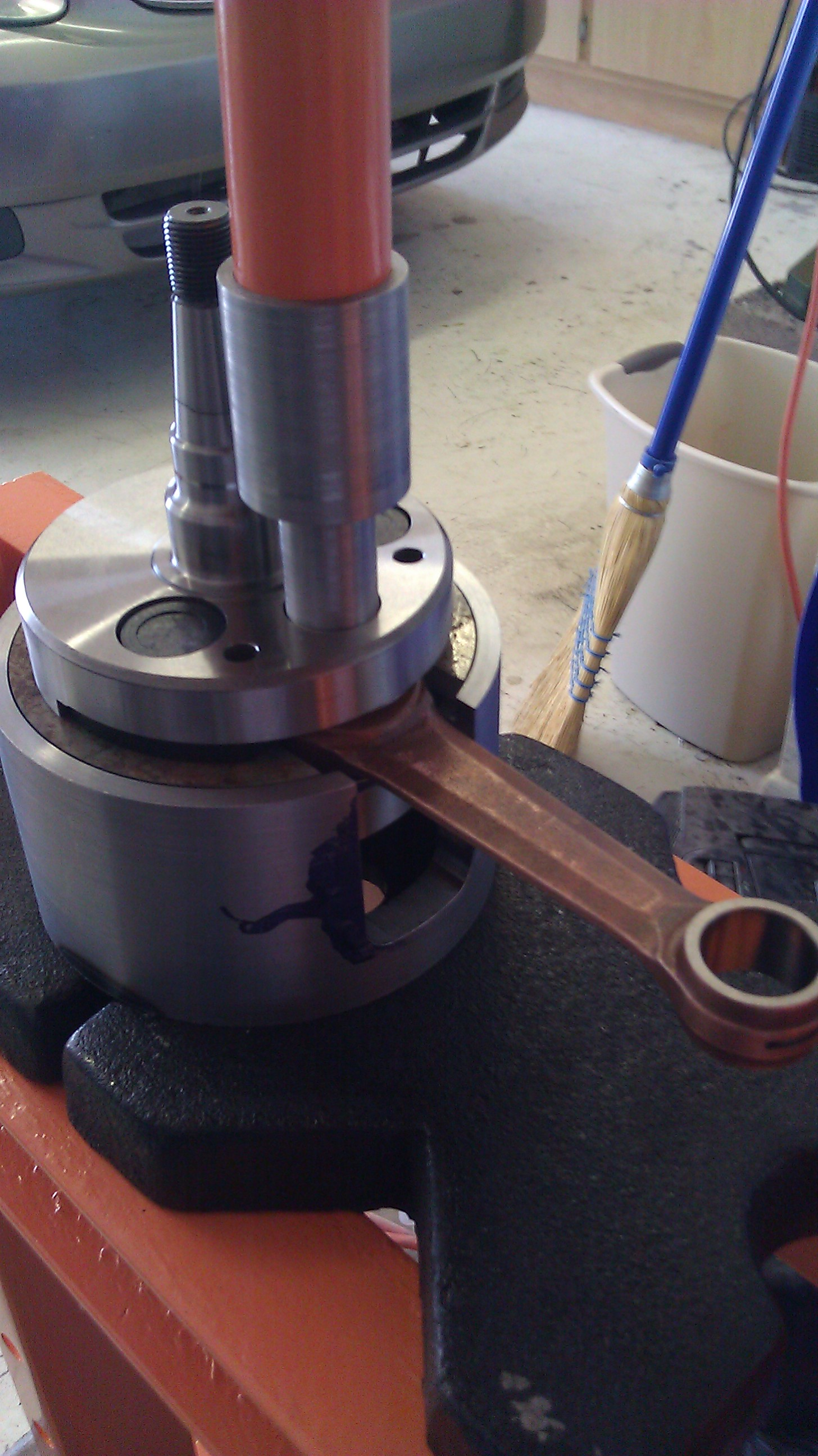
Assemblage d'un embiellage à la presse.

Le vilebrequin assemblé était utilisé avec succès sur les moteurs 2-temps de Grand Prix ; moteurs atmosphériques offrant une puissance au litre la plus élevée au monde (autour de 430 ch/L). 
Il équipe aussi l’intégralité des moteurs 2-temps de grand série (moto-neige, jet-ski, tronçonneuse, scooter, pompe, etc.).
Il est composé d'un axe faisant office de maneton et de deux soies.
Compte tenu de la spécificité de lubrification du moteur à deux temps, le recours au vilebrequin assemblé s’impose par sa possibilité d'emploi de roulements au niveau de la tête et du pied de bielle. En effet, la lubrification par contact est assurée par une huile mêlée à la charge fraîche dont la circulation est assurée par le pot de détente et le carter-pompe dans lequel se trouve le vilebrequin.
L'assemblage du vilebrequin est effectué une fois que la bielle monobloc a été introduite sur l'axe servant de maneton. La liaison pivot entre la bielle et l'axe est assurée par une roulement à aiguilles.
Ce type de vilebrequin perds de sa rigidité au fur et à mesure de son reconditionnement par érosion des alésages des soies accueillant le maneton.

## Fabrication

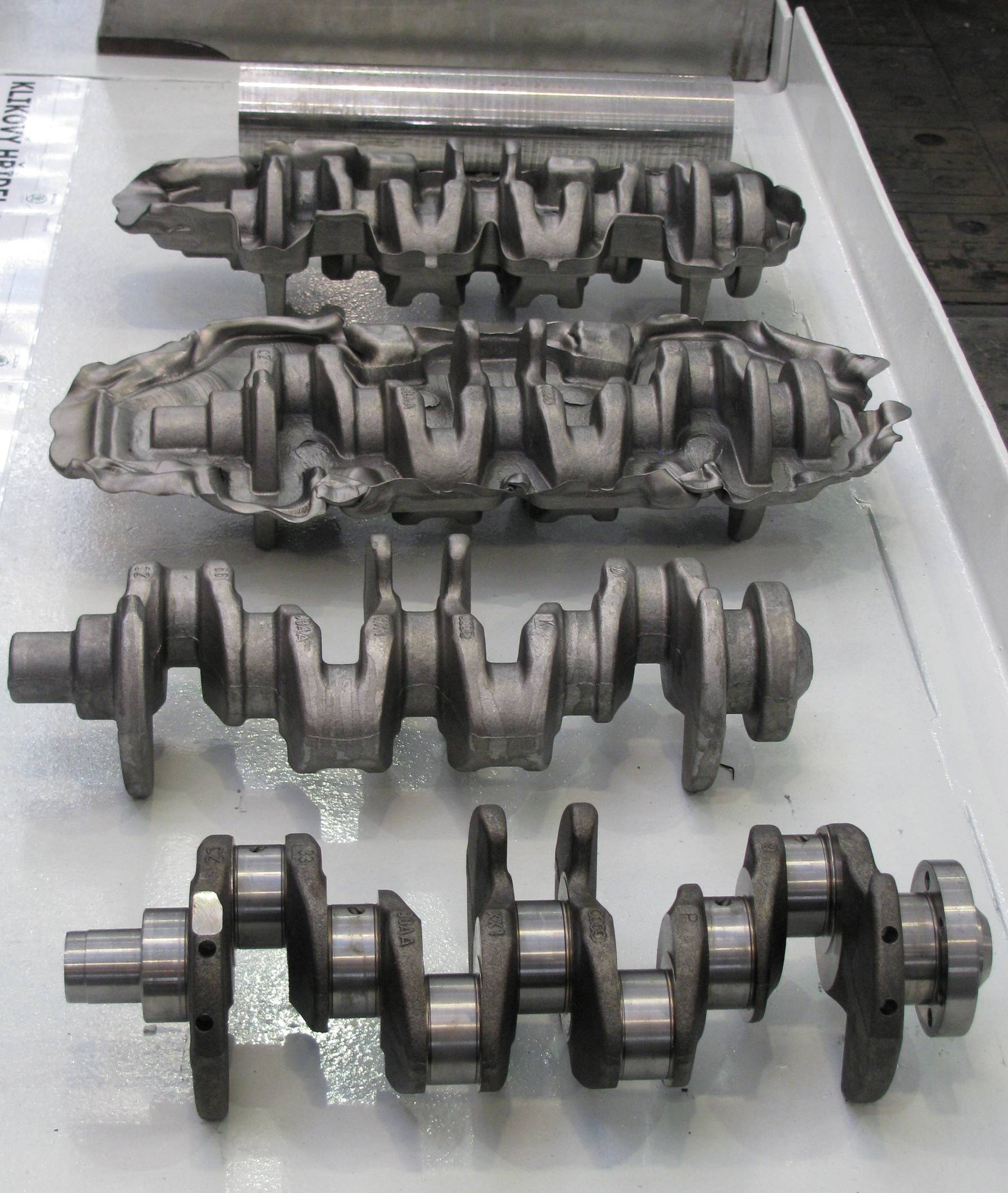
Étapes de fabrication d'un vilebrequin de grande série moulé, forgé puis usiné.

En fabrication de grande série, les vilebrequins sont généralement en fonte GS moulée pour les moteurs de faible puissance spécifique (jusqu'à 40 kW/L). Pour les moteurs plus puissants, suralimentés ou turbocompressés (puissance spécifique de 40 à 60 kW/L), les vilebrequins sont en acier forgé. On utilise alors des aciers faiblement ou moyennement alliés, enrichis au nickel-chrome ou au chrome-molybdène-vanadium suivant l'intensité des sollicitations. Le forgeage est réalisé par opérations successives de matriçage à chaud et les formes parfois complexes des contrepoids sont réalisées dans le même processus.
Les portées mécaniques (tourillons et manetons) sont réalisées par tournage (mise en position excentrée du vilebrequin dans le cas du tournage des manetons). Elles sont ensuite rectifiées très précisément pour obtenir un état de surface adéquat (friction sur coussinet). Elles subissent ensuite un traitement thermique superficiel afin d'en augmenter la dureté et de réduire l'usure. Finalement, Les portées sont durcies par cémentation, par trempe superficielle ou par nitruration. La trempe superficielle consiste en un chauffage de la surface par induction électrique ou par la flamme d'un chalumeau puis par un refroidissement rapide à l'eau.
Dans le cas des vilebrequins à paliers hydrostatiques, des conduits percés relient l'orifice d'alimentation avec les  tourillons et les manetons afin de permettre la circulation d'huile sous pression. Ces conduits parcourent l'ensemble du vilebrequin et traversent les  manivelles. Les orifices de ces perçages sont visibles sur la photo ci-dessus.
Finalement, le vilebrequin subit un équilibrage statique et dynamique par enlèvement de matière. Afin de parfaire l'équilibrage dynamique, celui-ci peut-être complété par des perçages peu profonds sur la périphérie des contre-poids (voir photo).
Les vilebrequins de véhicules de compétition peuvent être réalisés par usinage dans la masse, ce qui permet un grand choix de matériaux, en particulier  des aciers alliés à très haute performance.
Les premiers vilebrequins pour les véhicules de série étaient dépourvu de contre-poids car trop complexe à réaliser.

## Distribution des temps du moteur
Le vilebrequin permet la distribution, entre les cylindres, des différents temps (admission, compression, combustion/détente, échappement). Par exemple, dans un moteur bicylindre 2-temps (voir aussi moteur thermique 4-temps), le vilebrequin devra être construit de manière à avoir la distribution suivante :
- cylindre 1 :
  - temps 1 : admission ou combustion/détente,
  - temps 2 : compression ou échappement ;
- cylindre 2 :
  - temps 1 : compression ou échappement,
  - temps 2 : admission ou combustion/détente.

Le choix entre admission ou détente et entre compression ou échappement s'effectue par un arbre à cames qui gère l'ouverture et la fermeture des soupapes.

### Sources bibliographiques
- Raymond Brun, Science et technique du moteur diesel industriel et de transport, vol. 2, Éditions Technip, 1984, 445 p. (ISBN 978-2-7108-0473-4, lire en ligne)